# Erland Koch (niemiecki strzelec)
Erland Koch (ur. 3 stycznia 1867 w Günsdorf, zm. 29 kwietnia 1945 w Berlinie) – niemiecki strzelec, medalista olimpijski.
Koch wystąpił na Letnich Igrzyskach Olimpijskich 1912 w czterech konkurencjach. Indywidualnie najwyższą lokatę osiągnął w trapie, w którym uplasował się na 12. miejscu. W trapie drużynowym zdobył wraz z kolegami z reprezentacji brązowy medal, osiągając czwarty rezultat wśród niemieckich strzelców (skład zespołu: Erich von Bernstorff-Gyldensteen, Alfred Goeldel-Bronikoven, Horst Goeldel-Bronikoven, Erland Koch, Albert Preuß, Franz von Zedlitz und Leipe).
Zginął w końcówce II wojny światowej, dzień przed samobójczą śmiercią Adolfa Hitlera.

## Wyniki

### Igrzyska olimpijskie
| Igrzyska       | Konkurencja                          | Wynik                                    | Miejsce | Źródło |
| -------------- | ------------------------------------ | ---------------------------------------- | ------- | ------ |
| Sztokholm 1912 | Runda pojedyncza do sylwetki jelenia | 33 pkt.                                  | 13      | [ 2 ]  |
| Sztokholm 1912 | Runda podwójna do sylwetki jelenia   | 47 pkt.                                  | 17      | [ 3 ]  |
| Sztokholm 1912 | Trap                                 | 86 pkt. (18–23–45)                       | 12      | [ 4 ]  |
| Sztokholm 1912 | Trap, drużynowo                      | 510 pkt. (druż.) 82 pkt. ind. (17–26–39) |         | [ 5 ]  |